# Teología sistemática
La teología sistémica o sistemática, es una disciplina de la teología cristiana que formula un relato ordenado, racional y coherente de las doctrinas de la fe cristiana. Aborda cuestiones como qué enseña la Biblia sobre ciertos temas o qué es verdadero acerca de Dios y su universo.También se basa en disciplinas bíblicas, historia de la iglesia, así como teología histórica y bíblica. La teología sistemática comparte sus tareas sistemáticas con otras disciplinas como la teología constructiva, la dogmática, la ética, la apologética y la filosofía de la religión.

## Método
Con una tradición metodológica que difiere algo de la teología bíblica, la teología sistemática se basa en los textos sagrados fundamentales del cristianismo, mientras investiga simultáneamente el desarrollo de la doctrina cristiana a lo largo de la historia, particularmente a través de la filosofía, la ética, las ciencias sociales y las ciencias naturales. Utilizando textos bíblicos, intenta comparar y relacionar toda la Escritura, lo que llevó a la creación de una declaración sistematizada sobre lo que toda la Biblia dice sobre temas particulares.
Dentro del cristianismo, diferentes tradiciones (tanto intelectuales como eclesiales) abordan la teología sistemática de diferentes maneras, lo que impacta a) el método empleado para desarrollar el sistema, b) la comprensión de la tarea de la teología, c) las doctrinas incluidas en el sistema y d) el orden en que aparecen esas doctrinas. Incluso con tal diversidad, generalmente ocurre que las obras que se pueden describir como teologías sistemáticas comienzan con la revelación y concluyen con la escatología.
Dado que se enfoca en la verdad, la teología sistemática también está diseñada para interactuar y abordar el mundo contemporáneo. Hay numerosos autores que exploraron esta área, como el caso de Charles Gore, John Walvoord, Lindsay Dewar y Charles Moule, entre otros. El marco desarrollado por estos teólogos implicaba una revisión de la historia postbíblica de una doctrina después de tratar primero los materiales bíblicos. Este proceso concluye con aplicaciones a problemas contemporáneos.

## Categorías
Dado que es un enfoque sistemático, la teología sistemática organiza la verdad bajo diferentes epígrafes y existen ciertas áreas básicas (o categorías), aunque la lista exacta puede variar ligeramente. Estas son:
- Angelología - El estudio de los ángeles
- Bibliología - El estudio de la Biblia
- Hamartiología - El estudio del pecado
- Cristología - El estudio de Cristo
- Eclesiología - El estudio de la iglesia
- Escatología - El estudio de los tiempos finales
- Pneumatología - El estudio del Espíritu Santo
- Soteriología - El estudio de la salvación
- Antropología teológica - El estudio de la naturaleza humana
- Teología propiamente dicha - El estudio del carácter de Dios

## Historia
El establecimiento e integración de diversas ideas cristianas y nociones relacionadas con el cristianismo, incluidos diversos temas y temas de la Biblia, en una presentación única, coherente y bien ordenada es un desarrollo relativamente tardío. En la Ortodoxia Oriental, un ejemplo temprano lo proporciona la Exposición de la Fe Ortodoxa del siglo VIII de Juan de Damasco, en la que intenta ordenar y demostrar la coherencia de la teología de los textos clásicos de la tradición teológica oriental.
En Occidente, las Sentencias del siglo XII de Pedro Lombardo, en las que recopiló temáticamente una gran serie de citas de los Padres de la Iglesia, se convirtieron en la base de una tradición escolástica medieval de comentario y explicación temáticos suma teológica, tratado de teología de Tomás de Aquino ejemplifica mejor esta tradición escolástica. La tradición escolástica luterana de una exposición temática y ordenada de la teología cristiana surgió en el siglo XVI con los Loci Communes de Felipe Melanchthon, y fue contrarrestada por un escolasticismo calvinista, que es ejemplificado por las Instituciones de la Religión Cristiana de Juan Calvino.
En el siglo XIX, principalmente en grupos protestantes, surgió un nuevo tipo de teología sistemática que intentaba demostrar que la doctrina cristiana formaba un sistema más coherente basado en uno o más axiomas fundamentales. Tales teologías a menudo implicaban una poda y reinterpretación más drásticas de la creencia tradicional para coherir con el axioma o axiomas. Friedrich Schleiermacher, por ejemplo, produjo Der christliche Glaube nach den Grundsätzen der evangelischen Kirche (La Fe Cristiana Según los Principios de la Iglesia Protestante) en la década de 1820, en la que la idea fundamental es la presencia universal entre la humanidad, a veces más oculta, a veces más explícita, de un sentimiento o conciencia de 'dependencia absoluta'.

## Autores sobre teología sistemática
- Barth, Karl (1956–1975). Church Dogmatics. (thirteen volumes) Edinburgh: T&T Clark. (ISBN 978-0-567-05809-6)
- Berkhof, Hendrikus (1979). Christian Faith: An Introduction to the Study of the Faith. Grand Rapids: Eerdmans. (ISBN 978-0-8028-0548-5)
- Berkhof, Louis (1996). Systematic Theology. Grand Rapids: Wm. B. Eerdmans Publishing Co.
- Bloesch, Donald G. (2002–2004). Christian Foundations (seven volumes). Inter-varsity Press. (ISBN 978-0-8308-2753-4, ISBN 978-0-8308-2754-1, ISBN 978-0-8308-2755-8, ISBN 978-0-8308-2757-2, ISBN 978-0-8308-2752-7, ISBN 978-0-8308-2756-5, ISBN 978-0-8308-2751-0)
- Calvino, Juan (1559). Institutes of the Christian Religion.
- Chafer, Lewis Sperry (1948). Systematic Theology. Grand Rapids: Kregel
- Chemnitz, Martin (1591). Loci Theologici. St. Louis: Concordia Publishing House, 1989.
- Erickson, Millard (1998). Christian Theology (2nd ed.). Grand Rapids: Baker, 1998.
- Frame, John. Theology of Lordship (ISBN 978-0-87552-263-0)
- Fruchtenbaum, Arnold (1989). Israelology: The Missing Link in Systematic Theology. Tustin, CA: Ariel Ministries
- Fruchtenbaum, Arnold (1998). Messianic Christology. Tustin, CA: Ariel Ministries
- Geisler, Norman L. (2002–2004). Systematic Theology (four volumes). Minneapolis: Bethany House.
- Grenz, Stanley J. (1994). Theology for the Community of God. Grand Rapids: Eerdmans. (ISBN 978-0-8028-4755-3)
- Grider, J. Kenneth (1994). A Wesleyan-Holiness Theology (ISBN 0-8341-1512-3)
- Grudem, Wayne (1995). Systematic Theology. Zondervan. (ISBN 978-0-310-28670-7)
- Hodge, Charles (1960). Systematic Theology. Grand Rapids: Wm. B. Eerdmans Publishing Co.
- Jenson, Robert W. (1997–1999). Systematic Theology. Oxford: Oxford University Press. (ISBN 978-0-19-508648-5)
- Melanchthon, Philipp (1543). Loci Communes. St. Louis: Concordia Publishing House, 1992. (ISBN 978-1-55635-445-8)
- Miley, John. Systematic Theology. 1892. (ISBN 978-0-943575-09-4)
- Newlands, George (1994). God in Christian Perspective. Edinburgh: T&T Clark.
- Oden, Thomas C. (1987–1992). Systematic Theology (3 volumes). Peabody, MA: Prince Press.
- Pannenberg, Wolfhart (1988–1993). Systematic Theology. Grand Rapids: Wm. B. Eerdmans Publishing Co.
- Pieper, Francis (1917–1924). Christian Dogmatics. St. Louis: Concordia Publishing House.
- Reymond, Robert L. (1998). A New Systematic Theology of the Christian Faith (2nd ed.). Word Publishing.
- Schleiermacher, Friedrich (1928). The Christian Faith. Edinburgh: T&T Clark.
- Agustín de Hipona (354–430). De Civitate Dei
- Thielicke, Helmut (1974–1982). The Evangelical Faith. Edinburgh: T&T Clark.
- Thiessen, Henry C. (1949). Systematic Theology. Grand Rapids: William B. Erdsmans Publishing Co.
- Tillich, Paul. Systematic Theology. (3 volumes).
- Turretin, Francis (3 parts, 1679–1685). Institutes of Elenctic Theology.
- Van Til, Cornelius (1974). An Introduction to Systematic Theology. P & R Press.
- Watson, Richard. Theological Institutes. 1823.
- Weber, Otto. (1981–1983) Foundations of Dogmatics. Grand Rapids: Eerdmans.